# Romanesque (FictionJunction YUUKAの曲)
「romanesque」（ロマネスク）は、FictionJunction YUUKAの7枚目のシングル。2007年4月18日発売。

## 収録曲
1. romanesque
  - 作詞・作曲・編曲：梶浦由記
  - テレビアニメ『エル・カザド』エンディングテーマソング
2. 約束
  - 作詞・作曲・編曲：梶浦由記
3. romanesque（without vocal）
4. 約束（without vocal）